# Quốc huy Angola
Quốc huy Angola thể hiện quá khứ và hiện tại của đất nước này với sự xuất hiện một số biểu tượng của chủ nghĩa Marx.
Ở chính giữa quốc huy là hình ảnh con dao rựa và cái cuốc được đặt chéo vào nhau, thể hiện tầm quan trọng của nông nghiệp và những người nông dân đối với nền kinh tế đất nước. Ngôi sao màu vàng, hình ảnh thường thấy trên các biểu tượng xã hội chủ nghĩa tượng trưng cho sự tiến bộ và đi lên của đất nước. Hình ảnh mặt trời mọc tượng trưng cho một sự khởi đầu mới, hướng tới một tương lai tốt đẹp hơn sau khi đất nước Angola vừa trải qua cuộc nội chiến đẫm máu (1975-2002). Phía trên, quốc huy Angola được bao bọc bởi một hình tròn mà một nửa là chiếc bánh răng cưa, đại diện cho công nghiệp còn một nửa là cành lá cây cà phê, tượng trưng cho nông nghiệp.
Ở bên dưới quốc huy Angola là dòng chữ "Cộng hòa Angola" trong tiếng Bồ Đào Nha.

## Lịch sử

Angola thuộc Bồ Đào Nha (1935–1951)
Angola thuộc Bồ Đào Nha (1951–1975)
Angola thuộc Bồ Đào Nha (1935–1975)
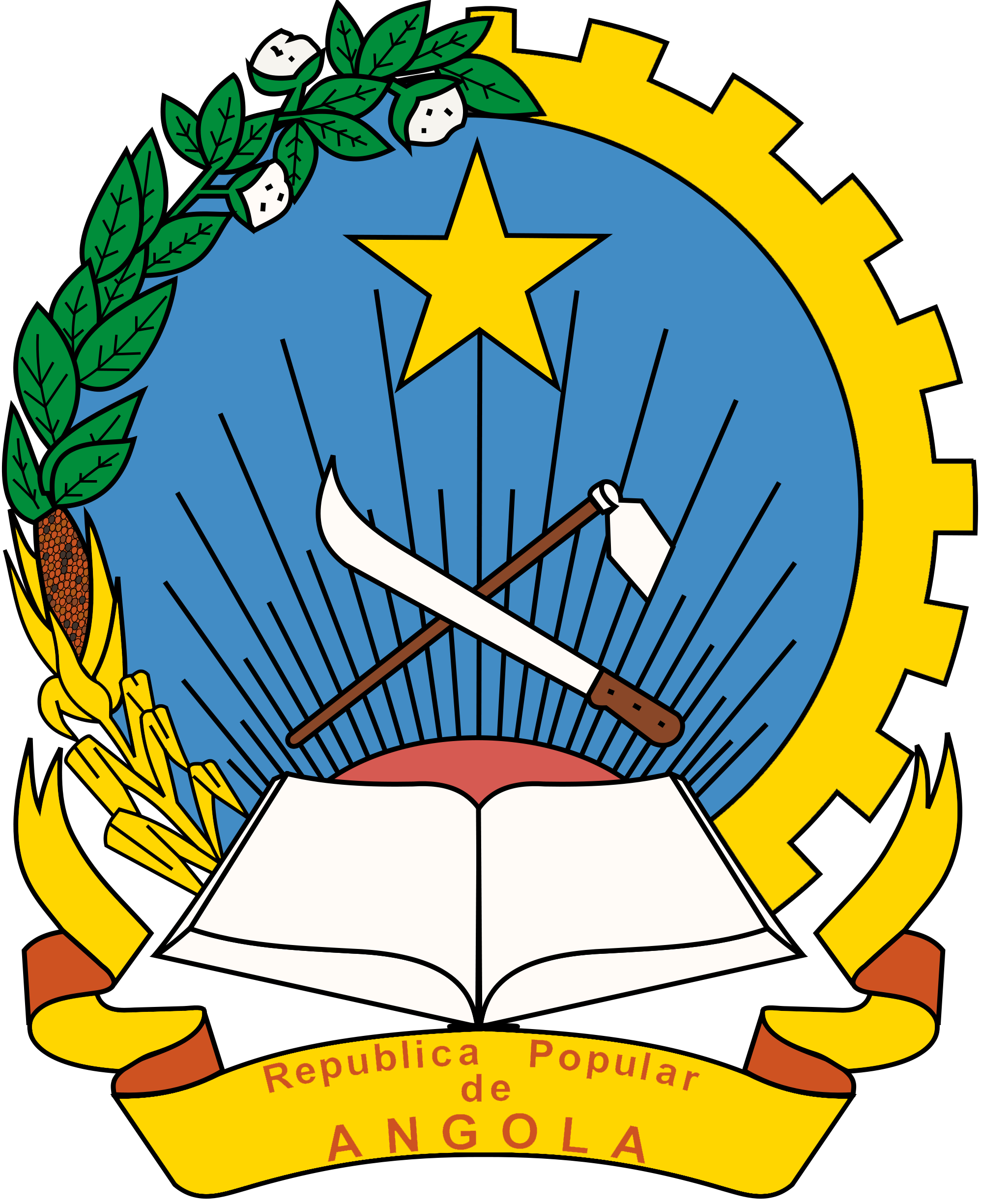
Cộng hòa Nhân dân Angola (1975–1992)